# Kanton Épinay-sous-Sénart
Der Kanton Épinay-sous-Sénart ist seit 1985 ein französischer Wahlkreis für die Wahl des Départementrats im Arrondissement Évry, im Département Essonne und in der Region Île-de-France; sein Bureau centralisateur befindet sich in Épinay-sous-Sénart.

## Geographie
Der Kanton Épinay-sous-Sénart liegt im Mittel 69 Meter über Normalnull, zwischen 37 Meter in Épinay-sous-Sénart und 94 Meter in Varennes-Jarcy.

## Gemeinden
Der Kanton besteht aus neun Gemeinden und Gemeindeteilen mit insgesamt 60.395 Einwohnern (Stand: 1. Januar 2022) auf einer Gesamtfläche von 47,02 km²:
| Gemeinde                  | Einwohner 1. Januar 2022 | Fläche km² | Dichte Einw./km² | Code INSEE | Postleitzahl |
| ------------------------- | ------------------------ | ---------- | ---------------- | ---------- | ------------ |
| Boussy-Saint-Antoine      | 7.986                    | 2,90       | 2.754            | 91097      | 91800        |
| Brunoy                    | 5.887                    | 1,95       | 3.019            | 91114      | 91800        |
| Épinay-sous-Sénart        | 11.783                   | 3,58       | 3.291            | 91215      | 91860        |
| Morsang-sur-Seine         | 584                      | 4,39       | 133              | 91435      | 91250        |
| Quincy-sous-Sénart        | 9.491                    | 5,20       | 1.825            | 91514      | 91480        |
| Saint-Pierre-du-Perray    | 12.071                   | 11,59      | 1.042            | 91573      | 91280        |
| Saintry-sur-Seine         | 5.853                    | 3,29       | 1.779            | 91577      | 91250        |
| Tigery                    | 4.359                    | 8,64       | 505              | 91617      | 91250        |
| Varennes-Jarcy            | 2.381                    | 5,48       | 434              | 91631      | 91480        |
| Kanton Épinay-sous-Sénart | 60.395                   | 47,02      | 1.284            | 9107       | –            |

1. ↑   Nur der südliche Teil der Gemeinde, der Rest gehört zum Kanton Yerres.

Bis zur Neuordnung bestand der Kanton Épinay-sous-Sénart aus den vier Gemeinden Boussy-Saint-Antoine, Épinay-sous-Sénart, Quincy-sous-Sénart und Varennes-Jarcy. Sein Zuschnitt entsprach einer Fläche von 17,16 km2.

## Bevölkerungsentwicklung
| 1962 | 1968 | 1975   | 1982   | 1990   | 1999   | 2006   |
| ---- | ---- | ------ | ------ | ------ | ------ | ------ |
| 4813 | 9652 | 28.549 | 29.117 | 28.064 | 28.482 | 29.676 |